# Rantau Baru
Rantau Baru is een bestuurslaag in het regentschap Pelalawan van de provincie Riau, Indonesië. Rantau Baru telt 569 inwoners (volkstelling 2010).